# لوك ماريس
لوك ماريس (بالهولندية: Luc Mares) هو لاعب كرة قدم هولندي في مركز الوسط، ولد في 3 أكتوبر 1996 في ماستريخت في هولندا. لعب مع فورتونا سيتارد.

## وصلات خارجية
- لوك ماريس على موقع اتحاد النرويج (النرويجية)
- لوك ماريس على موقع قاعدة بيانات كرة القدم.إي يو (الإنجليزية)
- لوك ماريس على موقع Soccerway.com (الإنجليزية)
- لوك ماريس على موقع عالم كرة القدم.نت (الإنجليزية)